# UTM

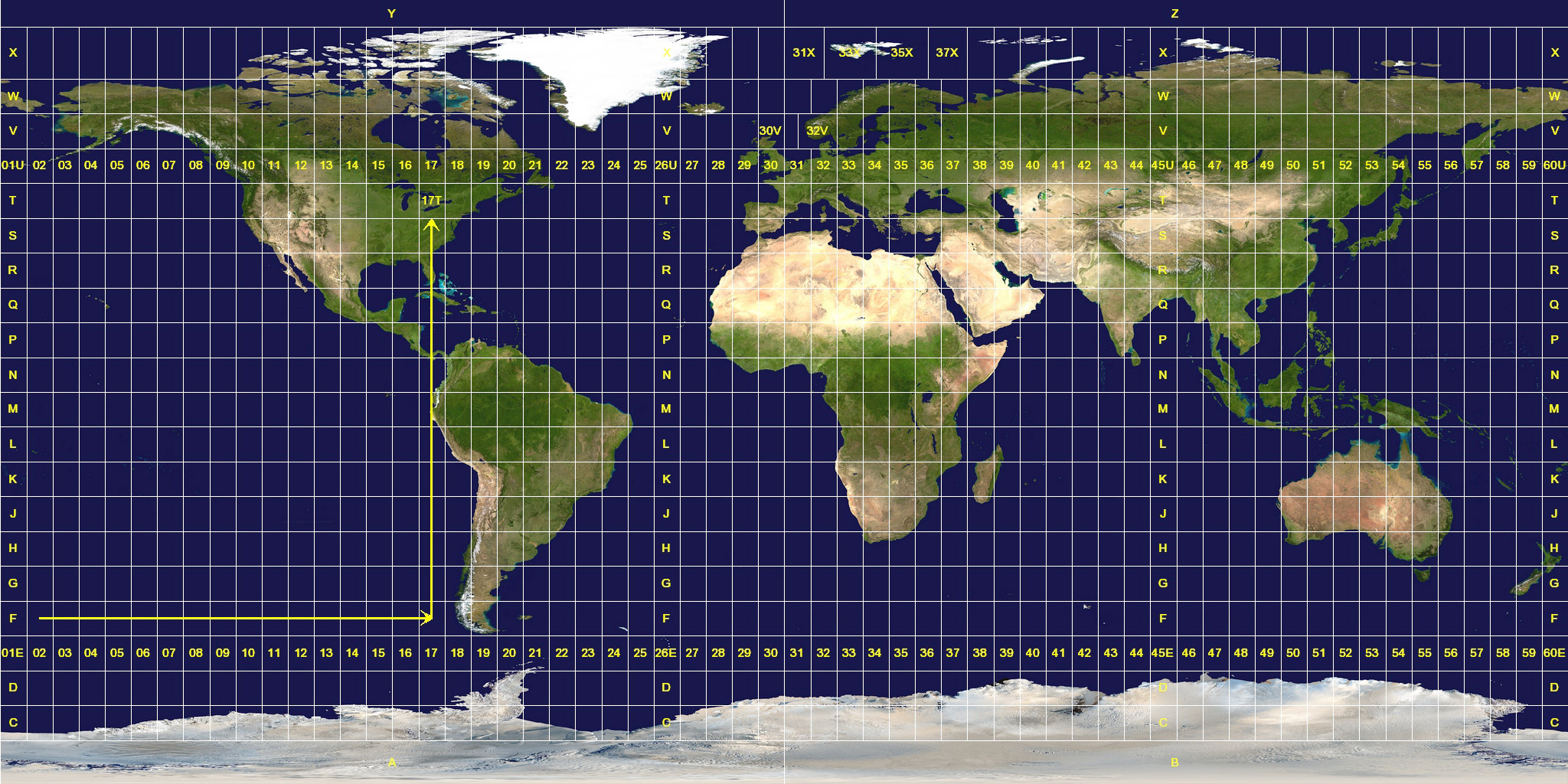
Az UTM hálórendszer

Az univerzális transzverzális Mercator (Universal Transverse Mercator, UTM) egy speciális hálórendszer a földrajzi pozíció meghatározására, melyhez fordított tangenciális hengervetületet alkalmaz. A teljes földfelszínt 60 zónára osztja a déli 80. foktól az északi 84. fokig, melyek mindegyike 6 fok hosszúságú. Mindegyik zóna 20 sávra van felosztva, melyek földrajzi szélessége 8 fok.

## Története
Az Univerzális Transzverzális Mercator (Universal Transverse Mercator) leképezést és hálórendszert először az amerikaiak alkalmazták a második  világháború során a hadszíntér katonai térképezésére. 1949-től az Egyesült Államok és a NATO tagországainak katonai szervezetei használják hadászati térképezés céljaira, így Magyarországon is ebben a vetületben készülnek a katonai topográfiai térképek. 1951-ben a Nemzetközi Geodéziai és Geofizikai Unió (IUGG) polgári térképezés céljára is alkalmasnak találta a vetületet, ettől kezdve használják polgári térképezésre főképp Nyugat-Európában és az Egyesült Államokban. 
A transzverzális Mercator-vetület a Mercator-vetület egy változata. Ez utóbbit eredetileg Gerhard Kremer, tudósnevén Mercator fejlesztette ki 1569-ben.

## Elve
Az UTM rendszerben a Föld felszínét először úgynevezett zónákra osztják. A zónák a hosszúsági és a szélességi körök által kifeszített rács (hatszor nyolc fokos) elemei.
Kelet-nyugati irányban a rendszer a Föld felszínét a déli szélesség 80° és az északi szélesség 84° között 60 db zónára osztja fel, 6 hosszúsági fokonként egyre. (A sarki régiókban, azaz 80°-tól délre és 84°-tól északra az univerzális sarki sztereografikus – Universal Polar Stereographic, UPS – hálórendszert használják.) Ezeket a zónákat 1-től 60-ig számozzák. A számozás a nemzetközi dátumvonaltól indul (180. hosszúsági fok), és keletre halad. A 60. zóna a keleti 174° hosszúsági foktól 180°-ig tart. 

### Szélességi sávok
Minden zóna észak–déli irányban tovább oszlik vízszintes sávokra. 8 szélességi fokonként van egy-egy ilyen vízszintes sáv, összesen 20 db ilyen sáv van. Megjelölésükre az angol ABC nagybetűit használják, ami a déli 80°-nál kezdődik a C betűvel és az északi 84°-nál végződik az X betűvel. Az I és O betűket nem használják jelölésre, mivel ezek összekeverhetők az 1 és 0 számokkal, ezáltal tévesztésre adva lehetőséget. A maradék négy betűt (A, B, Y, Z) a poláris területeken használják, a déli félgömbön A és B, az északi félgömbön Y és Z betűket.
Az utolsó szélességi sáv, az „X” egy plusz 4 fokot jelent (földrajzi szélesség: 84°N), ami magában foglalja a Föld legészakibb szárazföldi területeit.
Így végül is egy UTM-zónát egy szám és egy betű azonosít (ebben a sorrendben), a szám a függőleges (hosszúsági) zóna 1 és 60 közötti száma, a betű pedig a vízszintes (szélességi) zóna betűjele A és X között. Budapest például a 34 T jelű zónában fekszik.
Az UTM koordináták egy zónán belül úgy határozzák meg egy pont helyzetét, hogy megadják a zóna középmeridiánjától (a zóna közepén lévő hosszúsági körtől) és az Egyenlítőtől való távolságát. Az UTM koordinátaháló méterben adja meg a távolságokat: keletre („keleti”) és északra („északi”).
Az UTM keleti koordinátáit a zóna középvonalától (az ún. középmeridiánoktól) számítjuk. A középmeridiánt nem nullának, hanem 500 000 méter Keletnek nevezzük, így a zóna középmeridiánjától nyugatra eső pontok sem lesznek negatívak. Egy 6° széles zóna soha nem lesz 674 000 méternél szélesebb. A keleti minimum- és maximumértékei: 160 000 méter Kelet és 834 000 méter Kelet az egyenlítőn, 465 000 méter Kelet és 515 000 méter Kelet a 84° Északon. Az 500 000 méter önkényesen megválasztását jelezve, ezt a fajta pontmeghatározást néha „hamis kelet”-nek is hívják.
Az UTM északi koordinátái az Egyenlítőtől való távolságot adják meg. Az északi féltekén az Egyenlítő meghatározott északi értéke 0 méter Észak. A negatív számokat elkerülendő, a déli féltekén az Egyenlítő meghatározott értéke 10 000 000 méter Észak. Néhány északi érték valós lehet a déli és északi féltekén is. A félreértések elkerülése végett a teljes koordináták használatakor jelölni kell, hogy északra vagy délre az Egyenlítőtől. Általában ezt meg lehet tenni a szélességi sávok betűjelének használatával.
Egy pont helyzetének megadása UTM rendszerben a következők szerint történik:
zone 34 (zóna megadása), E=283 700 m, N=5 478 700 m
a keleti hosszúság 18° és 24° foka között van, a pont 283 700 méterre van a koordináta-rendszer ordináta tengelyétől, így 500 000 – 283 700 méterre a zóna középmeridiánjától és 5 478 700 méterre északra az Egyenlítőtől.

### Példa
Például a magyar parlament pozíciója é. sz. 47° 30′ 25″, k. h. 19° 02′ 48″47.507000°N 19.046667°E, tehát 34T 352920 5263357: a 34 T  jelzi a zónát, és ennek segítségével lehet megállapítani, hogy a földgömb melyik részén vagyunk. A 352920 számcsoport a zónabeli kelet–nyugati pozíciót mutatja méterben; neve: keleti (easting). A 5263357 számcsoport a zónabeli észak–déli pozíciót mutatja méterben; neve: északi (northing).
Mivel a Föld felszínét felosztották meridiánokkal (hosszúsági körökkel) sávokra, paralelkörökkel (szélességi körökkel) pedig övekre, és a sávokat nyugatról kelet felé számozzák, Magyarország területe a 33. és 34. sávokba esik.
A példák szerinti pont „N” és „E” értéke szerint bármelyik sávban lehetne, ha nem tennénk hozzá a 34T-t. Így viszont a pont a 18 ° földrajzi hosszúságtól keletre levő – 34-es számú – 6°-os sávban helyezkedik el.
UTM-zónák a föld különböző területein:

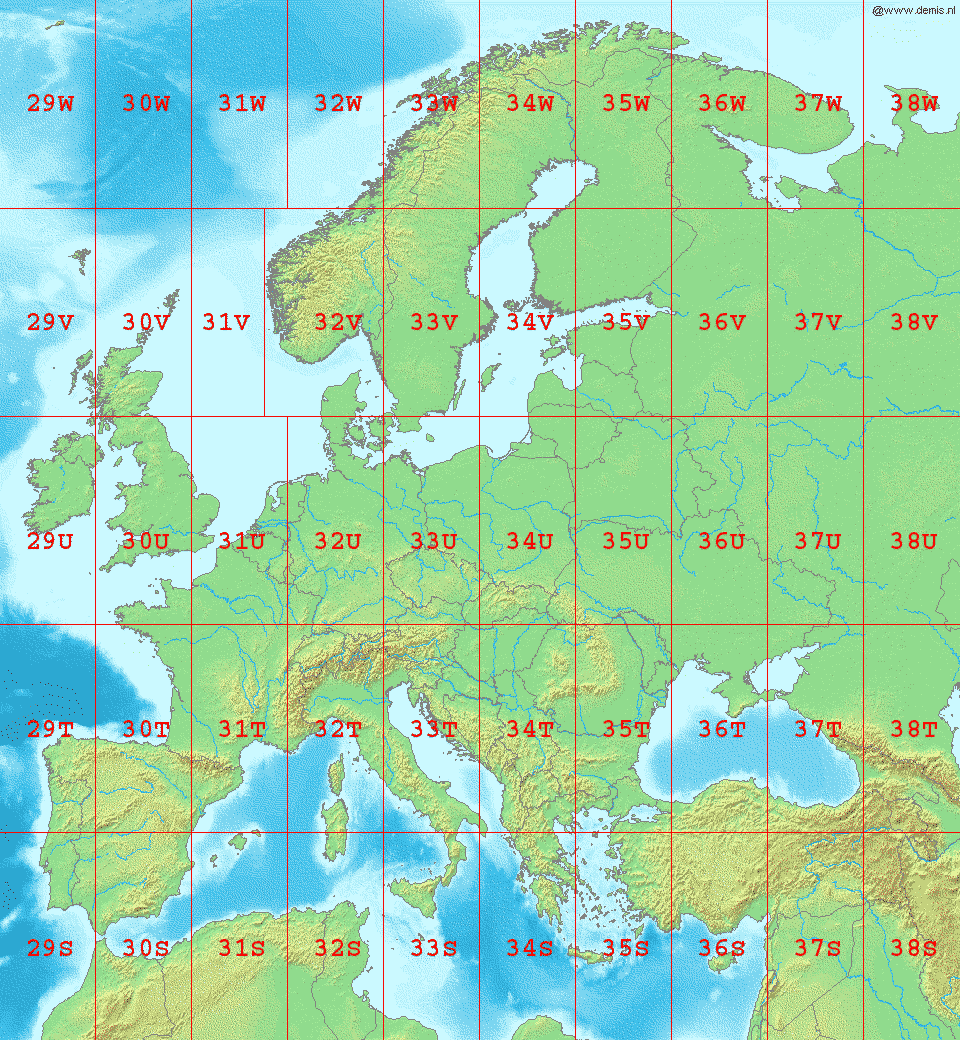
Európa
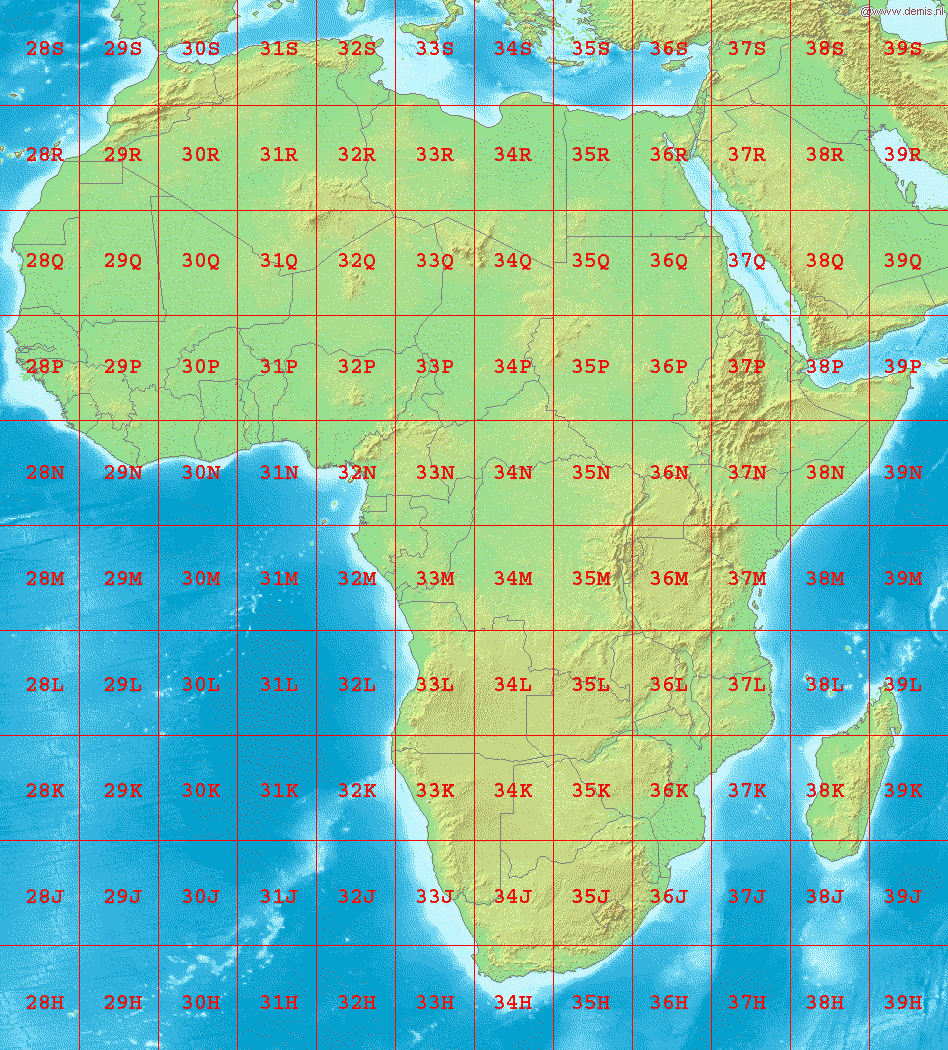
Afrika
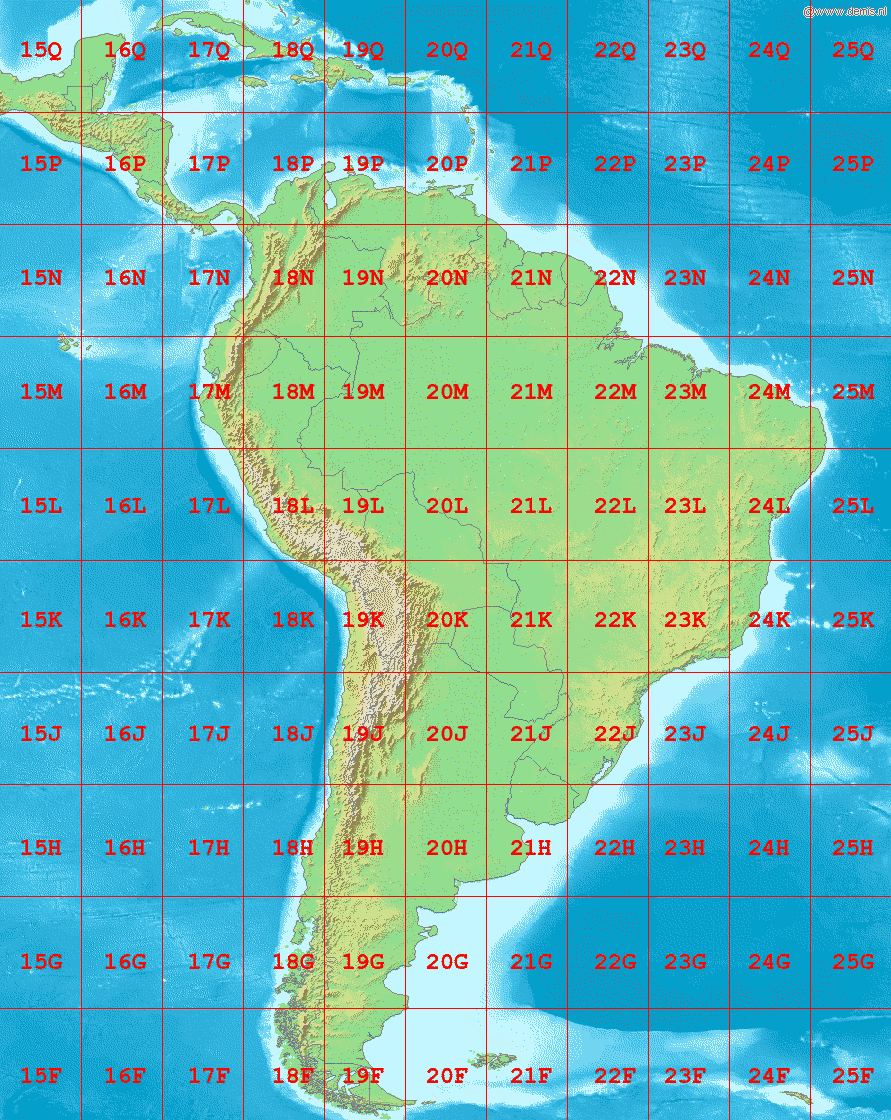
Dél-Amerika
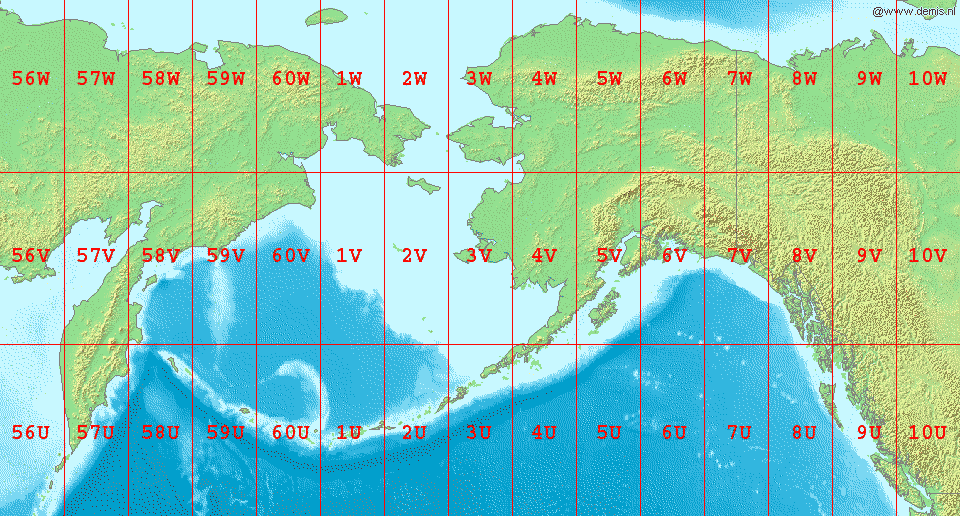
Bering-tenger és Alaszka

## Az UTM-koordináták előnyei
- Négyzetes hálórendszer: az UTM konstans távolságokat ad bárhol a térképen.
- Nincs negatív koordináta vagy kelet–nyugati jelölés.
- A koordináták decimális (tízes) alapúak.
- A koordinátákat méterben adhatjuk meg.
- A távolság két pont között könnyen számolható (szemben a földrajzi szélességet és hosszúságot alkalmazó rendszerrel, ahol trigonometriai összefüggéseket kell alkalmazni).